# Bargo
Bargo är en ort i Australien. Den ligger i kommunen Wollondilly och delstaten New South Wales, i den sydöstra delen av landet, omkring 76 kilometer sydväst om delstatshuvudstaden Sydney. Bargo ligger 340 meter över havet och antalet invånare är 3 368.
Närmaste större samhälle är Picton, omkring 14 kilometer norr om Bargo.
I omgivningarna runt Bargo växer i huvudsak städsegrön lövskog. Runt Bargo är det glesbefolkat, med 15 invånare per kvadratkilometer. Genomsnittlig årsnederbörd är 1 288 millimeter. Den regnigaste månaden är februari, med i genomsnitt 215 mm nederbörd, och den torraste är juli, med 34 mm nederbörd.